# Thescelocichla
Thescelocichla is een monotypisch geslacht van zangvogels uit de familie buulbuuls (Pycnonotidae). De enige soort:
- Thescelocichla leucopleura  – Moerasbuulbuul